# Bilan saison par saison des Blackhawks de Chicago
Les Blackhawks de Chicago sont une franchise de la Ligue nationale de hockey depuis la saison 1926-1927 qui est une des six équipes originales de la LNH. Depuis sa création, l'équipe a remporté six Coupes Stanley en 1934, 1938, 1961, 2010, 2013 et 2015. Elle a atteint la finale sept autres fois en 1931, 1944, 1962, 1965, 1971, 1973 et en 1992.

## Résultats
| Saison            | PJ             | V              | D              | N              | DP             | DTB            | BP             | BC             | Pts            | Classement                 | Séries éliminatoires                                                                   | Entraîneur                                  |
| ----------------- | -------------- | -------------- | -------------- | -------------- | -------------- | -------------- | -------------- | -------------- | -------------- | -------------------------- | -------------------------------------------------------------------------------------- | ------------------------------------------- |
| 1926-1927         | 44             | 19             | 22             | 3              | —              | —              | 115            | 116            | 41             | 3e division américaine     | 0-1 Bruins                                                                             | Pete Muldoon                                |
| 1927-1928         | 44             | 7              | 34             | 3              | —              | —              | 68             | 134            | 17             | 5e division américaine     | Non qualifiés                                                                          | Barney Stanley Hugh Lehman                  |
| 1928-1929         | 44             | 7              | 29             | 8              | —              | —              | 33             | 85             | 22             | 5e division américaine     | Non qualifiés                                                                          | Herb Gardiner Dick Irvin                    |
| 1929-1930         | 44             | 21             | 18             | 5              | —              | —              | 117            | 111            | 47             | 2e division américaine     | 0-1 Canadiens                                                                          | Tom Shaughnessy Bill Tobin                  |
| 1930-1931         | 44             | 24             | 17             | 3              | —              | —              | 108            | 78             | 51             | 2e division américaine     | 1-0 Maple Leafs · 2-0 Rangers · 2-3 Canadiens                                          | Dick Irvin                                  |
| 1931-1932         | 48             | 18             | 19             | 11             | —              | —              | 86             | 101            | 47             | 2e division américaine     | 1-1 (2-6) Maple Leafs                                                                  | Bill Tobin                                  |
| 1932-1933         | 48             | 16             | 20             | 12             | —              | —              | 88             | 101            | 44             | 4e division américaine     | Non qualifiés                                                                          | Emil Iverson Godfrey Matheson Thomas Gorman |
| 1933-1934 Détails | 48             | 20             | 17             | 11             | —              | —              | 88             | 83             | 51             | 2e division américaine     | 1-0 Canadiens · 2-0 Maroons · 3-1 Red Wings · Vainqueurs de la Coupe Stanley           | Tommy Gorman                                |
| 1934-1935         | 48             | 26             | 17             | 5              | —              | —              | 118            | 88             | 57             | 2e division américaine     | 0-1 Maroons                                                                            | Clem Loughlin                               |
| 1935-1936         | 48             | 21             | 19             | 8              | —              | —              | 93             | 92             | 50             | 3e division américaine     | 1-1 (5-7) Americans                                                                    | Clem Loughlin                               |
| 1936-1937         | 48             | 14             | 27             | 7              | —              | —              | 99             | 131            | 35             | 4e division américaine     | Non qualifiés                                                                          | Clem Loughlin                               |
| 1937-1938 Détails | 48             | 14             | 25             | 9              | —              | —              | 97             | 139            | 37             | 3e division américaine     | 2-1 Canadiens · 2-1 Americans · 3-1 Maple Leafs · Vainqueurs de la Coupe Stanley       | Bill Stewart                                |
| 1938-1939         | 48             | 12             | 28             | 8              | —              | —              | 91             | 132            | 32             | 7e position                | Non qualifiés                                                                          | Bill Stewart                                |
| 1939-1940         | 48             | 23             | 19             | 6              | —              | —              | 112            | 120            | 52             | 4e position                | 0-2 Maple Leafs                                                                        | Bill Stewart Paul Thompson                  |
| 1940-1941         | 48             | 16             | 25             | 7              | —              | —              | 112            | 139            | 39             | 5e position                | 2-1 Canadiens · 0-2 Red Wings                                                          | Paul Thompson                               |
| 1941-1942         | 48             | 22             | 23             | 3              | —              | —              | 145            | 155            | 47             | 4e position                | 1-2 Bruins                                                                             | Paul Thompson                               |
| 1942-1943         | 50             | 17             | 18             | 15             | —              | —              | 179            | 180            | 49             | 5e position                | Non qualifiés                                                                          | Paul Thompson                               |
| 1943-1944         | 50             | 22             | 23             | 5              | —              | —              | 178            | 187            | 49             | 4e position                | 4-1 Red Wings · 0-4 Canadiens                                                          | Paul Thompson                               |
| 1944-1945         | 50             | 13             | 30             | 7              | —              | —              | 141            | 194            | 33             | 5e position                | Non qualifiés                                                                          | Paul Thonpson Johnny Gottselig              |
| 1945-1946         | 50             | 23             | 20             | 7              | —              | —              | 200            | 178            | 53             | 3e position                | 0-4 Canadiens                                                                          | Johnny Gottselig                            |
| 1946-1947         | 60             | 19             | 37             | 4              | —              | —              | 193            | 274            | 42             | 6e position                | Non qualifiés                                                                          | Johnny Gottselig                            |
| 1947-1948         | 60             | 20             | 34             | 6              | —              | —              | 195            | 225            | 46             | 6e position                | Non qualifiés                                                                          | Johnny Gottselig Charlie Conacher           |
| 1948-1949         | 60             | 21             | 31             | 8              | —              | —              | 173            | 211            | 50             | 5e position                | Non qualifiés                                                                          | Charlie Conacher                            |
| 1949-1950         | 70             | 22             | 38             | 10             | —              | —              | 203            | 244            | 54             | 6e position                | Non qualifiés                                                                          | Charlie Conacher                            |
| 1950-1951         | 70             | 13             | 47             | 10             | —              | —              | 171            | 280            | 36             | 6e position                | Non qualifiés                                                                          | Ebbie Goodfellow                            |
| 1951-1952         | 70             | 17             | 44             | 9              | —              | —              | 158            | 241            | 43             | 6e position                | Non qualifiés                                                                          | Ebbie Goodfellow                            |
| 1952-1953         | 70             | 27             | 28             | 15             | —              | —              | 169            | 175            | 69             | 4e position                | 3-4 Canadiens                                                                          | Sid Abel                                    |
| 1953-1954         | 70             | 12             | 51             | 7              | —              | —              | 133            | 242            | 31             | 6e position                | Non qualifiés                                                                          | Sid Abel                                    |
| 1954-1955         | 70             | 13             | 40             | 17             | —              | —              | 161            | 235            | 43             | 6e position                | Non qualifiés                                                                          | Frank Eddolls                               |
| 1955-1956         | 70             | 19             | 39             | 12             | —              | —              | 155            | 216            | 50             | 6e position                | Non qualifiés                                                                          | Dick Irvin                                  |
| 1956-1957         | 70             | 16             | 39             | 15             | —              | —              | 169            | 225            | 47             | 6e position                | Non qualifiés                                                                          | Tommy Ivan                                  |
| 1957-1958         | 70             | 24             | 39             | 7              | —              | —              | 163            | 202            | 55             | 5e position                | Non qualifiés                                                                          | Tommy Ivan Rudy Pilous                      |
| 1958-1959         | 70             | 28             | 29             | 13             | —              | —              | 197            | 208            | 69             | 3e position                | 2-4 Canadiens                                                                          | Rudy Pilous                                 |
| 1959-1960         | 70             | 28             | 29             | 13             | —              | —              | 191            | 180            | 69             | 3e position                | 0-4 Canadiens                                                                          | Rudy Pilous                                 |
| 1960-1961 Détails | 70             | 29             | 24             | 17             | —              | —              | 198            | 180            | 75             | 3e position                | 4-2 Canadiens · 4-2 Red Wings · Vainqueurs de la Coupe Stanley                         | Rudy Pilous                                 |
| 1961-1962         | 70             | 31             | 26             | 13             | —              | —              | 217            | 186            | 75             | 3e position                | 4-2 Canadiens · 2-4 Maple Leafs                                                        | Rudy Pilous                                 |
| 1962-1963         | 70             | 32             | 21             | 17             | —              | —              | 194            | 178            | 81             | 2e position                | 2-4 Red Wings                                                                          | Rudy Pilous                                 |
| 1963-1964         | 70             | 36             | 22             | 12             | —              | —              | 218            | 169            | 84             | 2e position                | 3-4 Red Wings                                                                          | Billy Reay                                  |
| 1964-1965         | 70             | 34             | 28             | 8              | —              | —              | 224            | 176            | 76             | 3e position                | 4-3 Red Wings · 3-4 Canadiens                                                          | Billy Reay                                  |
| 1965-1966         | 70             | 37             | 25             | 8              | —              | —              | 240            | 187            | 82             | 2e positionion             | 2-4 Red Wings                                                                          | Billy Reay                                  |
| 1966-1967         | 70             | 41             | 17             | 12             | —              | —              | 264            | 170            | 94             | 1er position               | 2-4 Maple Leafs                                                                        | Billy Reay                                  |
| 1967-1968         | 74             | 32             | 26             | 16             | —              | —              | 212            | 222            | 80             | 4e division Est            | 4-2 Rangers · 1-4 Canadiens                                                            | Billy Reay                                  |
| 1968-1969         | 76             | 34             | 33             | 9              | —              | —              | 280            | 246            | 77             | 6e division Est            | Non qualifiés                                                                          | Billy Reay                                  |
| 1969-1970         | 76             | 45             | 22             | 9              | —              | —              | 250            | 170            | 99             | 1er division Est           | 4-0 Red Wings · 0-4 Bruins                                                             | Billy Reay                                  |
| 1970-1971         | 78             | 49             | 20             | 9              | —              | —              | 277            | 184            | 107            | 1er division Ouest         | 4-0 Flyers · 4-3 Rangers · 3-4 Canadiens                                               | Billy Reay                                  |
| 1971-1972         | 78             | 46             | 17             | 15             | —              | —              | 256            | 166            | 107            | 1er division Ouest         | 4-0 Penguins · 0-4 Rangers                                                             | Billy Reay                                  |
| 1972-1973         | 78             | 42             | 27             | 9              | —              | —              | 284            | 225            | 93             | 1er division Ouest         | 4-1 Blues · 4-1 Rangers · 2-4 Canadiens                                                | Billy Reay                                  |
| 1973-1974         | 78             | 41             | 14             | 23             | —              | —              | 272            | 164            | 105            | 2e division Ouest          | 4-1 Kings · 2-4 Bruins                                                                 | Billy Reay                                  |
| 1974-1975         | 80             | 37             | 35             | 8              | —              | —              | 268            | 241            | 82             | 3e division Smythe         | 4-2 Bruins · 1-4 Sabres                                                                | Billy Reay                                  |
| 1975-1976         | 80             | 32             | 30             | 18             | —              | —              | 254            | 261            | 82             | 1er division Smythe        | Laisser passer · 0-4 Canadiens                                                         | Billy Reay                                  |
| 1976-1977         | 80             | 26             | 43             | 11             | —              | —              | 240            | 298            | 63             | 3e division Smythe         | 0-2 Islanders                                                                          | Billy Reay Bill White                       |
| 1977-1978         | 80             | 32             | 29             | 19             | —              | —              | 230            | 220            | 83             | 1er division Smythe        | Laissez-passer · 0-4 Bruins                                                            | Bob Pulford                                 |
| 1978-1979         | 80             | 29             | 36             | 15             | —              | —              | 244            | 277            | 73             | 1er division Smythe        | Laissez-passer · 0-4 Islanders                                                         | Bob Pulford                                 |
| 1979-1980         | 80             | 34             | 27             | 19             | —              | —              | 241            | 250            | 87             | 1er division Smythe        | 3-0 Blues · 0-4 Sabres                                                                 | Eddie Johnston                              |
| 1980-1981         | 80             | 31             | 33             | 16             | —              | —              | 304            | 315            | 78             | 3e division Norris         | 0-3 Flames                                                                             | Keith Magnuson                              |
| 1981-1982         | 80             | 30             | 38             | 12             | —              | —              | 332            | 363            | 72             | 4e division Norris         | 3-1 North Stars · 4-2 Blues · 1-4 Canucks                                              | Keith Magnuson Bob Pulford                  |
| 1982-1983         | 80             | 47             | 23             | 10             | —              | —              | 338            | 268            | 104            | 1er division Norris        | 3-1 Blues · 4-1 North Stars · 0-4 Oilers                                               | Orval Tessier                               |
| 1983-1984         | 80             | 30             | 42             | 8              | —              | —              | 277            | 311            | 68             | 4e division Norris         | 2-3 North Stars                                                                        | Orval Tessier                               |
| 1984-1985         | 80             | 38             | 35             | 7              | —              | —              | 309            | 299            | 83             | 2e division Norris         | 3-0 Red Wings · 4-2 North Stars · 2-4 Oilers                                           | Orval Tessier Bob Pulford                   |
| 1985-1986         | 80             | 39             | 33             | 8              | —              | —              | 351            | 349            | 86             | 1er division Norris        | 0-3 Maple Leafs                                                                        | Bob Pulford                                 |
| 1986-1987         | 80             | 29             | 37             | 14             | —              | —              | 290            | 310            | 72             | 3e division Norris         | 0-4 Red Wings                                                                          | Bob Pulford                                 |
| 1987-1988         | 80             | 30             | 41             | 9              | —              | —              | 284            | 328            | 69             | 3e division Norris         | 4-1 Blues                                                                              | Bob Murdoch                                 |
| 1988-1989         | 80             | 27             | 41             | 12             | —              | —              | 297            | 335            | 66             | 4e division Norris         | 4-2 Red Wings · 4-1 Blues · 1-4 Flames                                                 | Mike Keenan                                 |
| 1989-1990         | 80             | 41             | 33             | 6              | —              | —              | 316            | 294            | 88             | 1er division Norris        | 4-3 North Stars · 4-3 Blues · 2-4 Oilers                                               | Mike Keenan                                 |
| 1990-1991         | 80             | 49             | 23             | 8              | —              | —              | 284            | 211            | 106            | 1er division Norris        | 2-4 North Stars                                                                        | Mike Keenan                                 |
| 1991-1992         | 80             | 36             | 29             | 15             | —              | —              | 257            | 236            | 87             | 2e division Norris         | 4-2 Blues · 4-0 Red Wings · 4-0 Oilers · 0-4 Penguins                                  | Mike Keenan                                 |
| 1992-1993         | 84             | 47             | 25             | 12             | —              | —              | 279            | 230            | 106            | 1er division Norris        | 0-4 Blues                                                                              | Darryl Sutter                               |
| 1993-1994         | 84             | 39             | 36             | 9              | —              | —              | 254            | 240            | 87             | 5e division Centrale       | 2-4 Maple Leafs                                                                        | Darryl Sutter                               |
| 1994-1995         | 48             | 24             | 19             | 5              | —              | —              | 156            | 115            | 53             | 3e division Centrale       | 4-3 Maple Leafs · 4-0 Canucks · 1-4 Red Wings                                          | Darryl Sutter                               |
| 1995-1996         | 82             | 40             | 28             | 14             | —              | —              | 273            | 220            | 94             | 2e division Centrale       | 4-0 Flames · 2-4 Avalanche                                                             | Craig Hartsburg                             |
| 1996-1997         | 82             | 34             | 35             | 13             | —              | —              | 223            | 210            | 81             | 5e division Centrale       | 2-4 Avalanche                                                                          | Craig Hartsburg                             |
| 1997-1998         | 82             | 30             | 39             | 13             | —              | —              | 192            | 199            | 73             | 5e division Centrale       | Non qualifiés                                                                          | Craig Hartsburg                             |
| 1998-1999         | 82             | 29             | 41             | 12             | —              | —              | 202            | 248            | 70             | 3e division Centrale       | Non qualifiés                                                                          | Dirk Graham Lorne Molleken                  |
| 1999-2000         | 82             | 33             | 37             | 10             | 2              | —              | 242            | 245            | 78             | 3e division Centrale       | Non qualifiés                                                                          | Lorne Molleken Bob Pulford                  |
| 2000-2001         | 82             | 29             | 40             | 8              | 5              | —              | 210            | 246            | 71             | 4e division Centrale       | Non qualifiés                                                                          | Alpo Suhonen                                |
| 2001-2002         | 82             | 41             | 27             | 13             | 1              | —              | 216            | 207            | 96             | 3e division Centrale       | 1-4 Blues                                                                              | Brian Sutter                                |
| 2002-2003         | 82             | 30             | 33             | 13             | 6              | —              | 207            | 226            | 79             | 3e division Centrale       | Non qualifiés                                                                          | Brian Sutter                                |
| 2003-2004         | 82             | 20             | 43             | 11             | 8              | —              | 188            | 259            | 59             | 5e division Centrale       | Non qualifiés                                                                          | Brian Sutter                                |
| 2004-2005         | Saison annulée | Saison annulée | Saison annulée | Saison annulée | Saison annulée | Saison annulée | Saison annulée | Saison annulée | Saison annulée | Saison annulée             | Saison annulée                                                                         | Saison annulée                              |
| 2005-2006         | 82             | 26             | 43             | —              | 7              | 6              | 211            | 285            | 65             | 4e division Centrale       | Non qualifiés                                                                          | Trent Yawney                                |
| 2006-2007         | 82             | 31             | 42             | —              | 2              | 7              | 201            | 258            | 71             | 5e division Centrale       | Non qualifiés                                                                          | Trent Yawney Denis Savard                   |
| 2007-2008         | 82             | 40             | 33             | —              | 4              | 4              | 238            | 231            | 88             | 3e division Centrale       | Non qualifiés                                                                          | Denis Savard                                |
| 2008-2009         | 82             | 46             | 24             | —              | 5              | 7              | 264            | 216            | 104            | 2e division Centrale       | 4-2 Flames · 4-2 Canucks · 1-4 Red Wings                                               | Joel Quenneville                            |
| 2009-2010 Détails | 82             | 52             | 22             | —              | 2              | 6              | 271            | 209            | 112            | 1er division Centrale      | 4-2 Predators · 4-2 Canucks · 4-0 Sharks · 4-2 Flyers · Vainqueurs de la Coupe Stanley | Joel Quenneville                            |
| 2010-2011         | 82             | 44             | 29             | —              | 4              | 5              | 258            | 225            | 97             | 3e division Centrale       | 3-4 Canucks                                                                            | Joel Quenneville                            |
| 2011-2012         | 82             | 45             | 26             | —              | 4              | 7              | 248            | 238            | 101            | 4e division Centrale       | 2-4 Coyotes                                                                            | Joel Quenneville                            |
| 2012-2013         | 48             | 36             | 7              | —              | 0              | 5              | 155            | 102            | 77             | 1er division Centrale      | 4-1 Wild · 4-3 Red Wings · 4-1 Kings · 4-2 Bruins · Vainqueurs de la Coupe Stanley     | Joel Quenneville                            |
| 2013-2014         | 82             | 46             | 21             | —              | 7              | 8              | 267            | 220            | 107            | 3e division Centrale       | 4-2 Blues · 4-2 Wild · 3-4 Kings                                                       | Joel Quenneville                            |
| 2014-2015         | 82             | 48             | 28             | —              | 3              | 3              | 229            | 189            | 102            | 3e division Centrale       | 4-2 Predators · 4-0 Wild · 4-3 Ducks · 4-2 Lightning · Vainqueurs de la Coupe Stanley  | Joel Quenneville                            |
| 2015-2016         | 82             | 47             | 26             | —              | 7              | 2              | 235            | 209            | 103            | 3e division Centrale       | 3-4 Blues                                                                              | Joel Quenneville                            |
| 2016-2017         | 82             | 50             | 23             | —              | 8              | 1              | 244            | 213            | 109            | 1er division Centrale      | 0-4 Predators                                                                          | Joel Quenneville                            |
| 2017-2018         | 82             | 33             | 39             | —              | 8              | 2              | 229            | 256            | 76             | 7e division Centrale       | Non qualifiés                                                                          | Joel Quenneville                            |
| 2018-2019         | 82             | 36             | 34             | —              | 11             | 1              | 270            | 292            | 84             | 6e division Centrale       | Non qualifiés                                                                          | Jeremy Colliton                             |
| 2019-2020         | 70             | 32             | 30             | —              | 4              | 4              | 212            | 218            | 51,4 %         | 12e association de l'ouest | 1-4 Vegas                                                                              | Jeremy Colliton                             |
| 2020-2021         | 56             | 24             | 25             | —              | 5              | 2              | 161            | 186            | 55             | 6e division Centrale       | Non qualifiés                                                                          | Jeremy Colliton                             |
| 2021-2022         | 82             | 28             | 42             | —              | 10             | 2              | 219            | 291            | 68             | 14e association de l'ouest | Non qualifiés                                                                          | Jeremy Colliton Derek King                  |
| 2022-2023         | 82             | 26             | 49             | —              | 5              | 2              | 204            | 301            | 59             | 15e association de l'ouest | Non qualifiés                                                                          | Luke Richardson                             |